# Thébé (lune)
Pour les articles homonymes, voir Thébé.
Thébé est un satellite naturel de Jupiter.

## Dénomination
Cette lune porte le nom de Thébé, personnage de la mythologie grecque. Thébé était la fille d'un roi mythique égyptien, et mère avec Zeus d'Égyptos, autre roi mythique de l'Égypte ; la ville de Thèbes en Égypte lui doit son nom,.
Ce nom fut adopté formellement par l'Union astronomique internationale le 30 septembre 1983. Avant cela, Thébé portait la désignation provisoire S/1979 J 2.

## Caractéristiques physiques
Thébé est un corps de forme irrégulière, dont la meilleure approximation ellipsoïdale est 116 × 98 × 84 km. Comme toutes les lunes internes de Jupiter, elle est en rotation synchrone, son plus long axe pointé vers Jupiter. Sa masse n'est pas connue, mais en supposant que sa masse volumique est similaire à celle d'Amalthée (0,86 × 103 kg m−3), elle peut être estimée à 4,3 × 1017 kilogrammes.
La surface de Thébé est sombre et semble être rougeâtre. Elle présente également un asymétrie substantielle entre l'hémisphère situé dans le sens de sa révolution et celui situé dans le sens opposé : le premier est 1,3 fois plus brillant que le second. Cette asymétrie est probablement causée par une vitesse et une fréquence d'impact plus élevées dans le sens de la révolution, qui excavent du matériau brillant (vraisemblablement de la glace) de l'intérieur du satellite. Elle est fortement cratérisée et présente trois ou quatre cratères d'impact assez grands car ils ont chacun une taille comparable au diamètre moyen du satellite. Le plus gros (environ 40 km) est situé du côté opposé à Jupiter et a été nommé Zéthos (l'époux de Thébé dans la mythologie grecque). Sa crête présente plusieurs zones brillantes.

## Orbite
Thébé est le plus externe des satellites internes de Jupiter. Il orbite autour de la planète à une distance de 222 000 km (3,11 fois le rayon de Jupiter). Son orbite est faiblement excentrique (0,018) et inclinée (1,08° par rapport à l'équateur de Jupiter). Ces valeurs, quoique faibles, ne sont pas nulles, ce qui est inhabituel pour un satellite interne et peut être expliqué par l'influence de la lune galiléenne la plus proche, Io : par le passé, Thébé serait entré plusieurs fois en résonance orbitale avec Io, ce qui aurait excité son inclinaison et son excentricité.

## Anneaux de Jupiter
L'orbite de Thébé est située près du bord externe de l'anneau gossamer, qui est composé de poussière éjectée de ce satellite. Du fait de sa faible densité et de sa forme irrégulière, la vitesse de libération aux points les plus proches et les plus éloignés de Jupiter est très faible et de la poussière peut facilement s'en échapper, par exemple à la suite d'impacts micrométéoriques.

## Toponymie
Comme pour les autres objets du système solaire, la toponymie de la surface de Thébé obéit à une nomenclature stricte de la part de l'Union astronomique internationale ; les noms qui lui sont attribués doivent être ceux de personnages ou de lieux associés au mythe de Thébé.
En 2007, seul un cratère portait un nom : Zethos, époux de Thébé dans la mythologie grecque.

## Historique

### Découverte
Thébé fut découverte le 5 mars 1979 par Stephen P. Synnott, un membre de l'équipe de navigation de la sonde spatiale Voyager 1, sur une image prise le 5 mars 1979 lors du survol du système jovien par la sonde. Une étude des autres photos révéla qu'elle avait été photographiée pour la première fois le 27 février 1979.
Thébé fut également observé en 1981 par O. Pascu et P. K. Seidelmann ; il n'était pas initialement certain qu'il s'agissait du même objet et il reçut la désignation provisoire S/1981 J 1.

### Exploration
Thébé fut photographié par la sonde Voyager 1, mais les connaissances à son sujet restèrent très limitées jusqu'à l'arrivée de Galileo. Galileo photographia la quasi-totalité de la surface de Thébé et posa des limites quant à sa composition.